# Manœuvres criminelles d'un procureur de la République
Pour plus de détails, voir Fiche technique et Distribution.
Manœuvres criminelles d'un procureur de la République (Il vero e il falso) est un film italien réalisé par Eriprando Visconti et sorti en 1972.

## Synopsis
A Latina, à 100 kilomètres de Rome, Luisa Santini aurait tué la maîtresse de son mari, Norma Zeitzler. L'accusée clame son innocence, mais les preuves parlent contre elle. Le procureur Turrisi voit dans ce procès la possibilité d'obtenir une promotion à Rome et veille à ce que le processus soit mené à bien dans la plus grande hâte. Seul le jeune et inexpérimenté avocat de la défense Marco Manin doute de la culpabilité de Santini. Turrisi déclare finalement l'accusée coupable et se fait promouvoir. Luisa Santini est condamnée à dix ans de prison pour homicide involontaire. Marco Manin passe alors du droit pénal au droit civil pour défendre l'accusée...

## Fiche technique
Sauf indication contraire, les informations mentionnées dans cette section peuvent être confirmées par la base de données cinématographiques IMDb,  présente dans la section « Liens externes ».
- Titre français : Manœuvres criminelles d'un procureur de la République ou Les Manœuvres criminelles d'un procureur de la République ou À vous de juger ou À nous de juger[1]
- Titre original italien : Il vero e il falso[2],[3]
- Réalisation : Eriprando Visconti
- Scénario : Lorenzo Gicca Palli, Luigi Malerba, Eriprando Visconti
- Photographie : Marcello Gatti
- Montage : Antonio Siciliano (it)
- Musique : Giorgio Gaslini
- Décors : Umberto Turco (it)
- Production : Bruno Turchetto
- Société de production : Euro International Film (it), Explorer Film '58
- Pays de production :  Italie
- Langue de tournage : italien
- Format : Couleur - 2,35:1 - Son mono - 35 mm
- Durée : 99 minutes (1 h 39)
- Genre : Poliziottesco
- Dates de sortie :
  - Italie : 7 avril 1972
  - France : 5 mars 1975 ; ressortie 2 juin 1976

## Distribution
- Terence Hill : Marco Manin
- Paola Pitagora : Luisa Santini
- Martin Balsam : L'avocat Turrisi
- Adalberto Maria Merli : Claudio Santini
- Shirley Corrigan : Norma Zeitzler
- Esmeralda Ruspoli : Giulia Turrisi
- Vittorio Sanipoli : Procureur général
- Luigi Montini : Commissaire de police
- Maria Teresa Albani : Adalgisa Alberti
- Pietro Gerlini : La président de la Cour à Latina
- Rita Calderoni : Mme Manin
- Calisto Calisti : Le pompiste
- Ettore Geri : L'avocat De Vecchi
- Alessandro Sperlì : Le président de la Cour à Rome
- Pietro Tordi : L'officier des Carabinieri
- Enzo Robutti : Manca